# Thomas Allan
Pour les articles homonymes, voir Allan.
Thomas Allan (17 juillet 1777 - 12 septembre 1833) est un minéralogiste britannique.

## Biographie
Allan est né à Édimbourg, en Écosse, le 17 juillet 1777, fils de Robert Allan (1748–1818), banquier. Il fait ses études au lycée d'Édimbourg et choisit la banque comme profession; mais on se souvient de lui aujourd'hui pour ses contributions à la Minéralogie.
À un âge précoce, Allan est fasciné par les minéraux et il commence à accumuler une importante collection de minéraux qui est ensuite léguée à son fils Robert Allan et intégrée à celle de Robert Greg, qui est finalement acquise par le Musée d'histoire naturelle de Londres au milieu du XIXe siècle.
En 1813, Allan joue un rôle important dans l'obtention d'un poste de minéralogie à la Dublin Philosophical Society pour le minéralogiste allemand Karl Ludwig Giesecke (1761–1833). Allan est élu membre de la Royal Society of Edinburgh en 1805, ses proposants étant Sir James Hall, William Wright et John Playfair. Il est élu membre de la Royal Society en 1815. Il est conservateur de la RSE 1812–20 et trésorier 1821–33 .
En 1810, sa contribution à la minéralogie est reconnue avec une nouvelle espèce minérale du Groenland, nommée " Allanite " en son honneur par Thomas Thomson.
Allan est mort à Linden Hall (Northumberland) à Morpeth, Northumberland, Angleterre, le 12 septembre 1833. Il est enterré au cimetière St Cuthberts à Édimbourg. Son fils, Robert Allan (1806-1863) est également minéralogiste .

## Œuvres
Allan contribue à l'article "Diamond" pour la cinquième édition de l'Encyclopædia Britannica ainsi qu'au travail sur la nomenclature minéralogique An Alphabetical List of the Names of Minerals, at Present Most Familiar in the English, French, and German Languages, with Tables of Analyses (Édimbourg, 1805, suivi d'éditions agrandies en 1808, 1814 et 1819).